# Cratere Setibos
Setibos è un cratere sulla superficie di Umbriel.